# Красноярово (Илишевский район)
Красноярово (баш. Ҡыҙылъяр) — деревня в Илишевском районе Республики Башкортостан Российской Федерации. Входит в состав Новомедведевского сельсовета.

## География

### Географическое положение
Расстояние до:
- районного центра (Верхнеяркеево): 35 км,
- центра сельсовета (Новомедведево): 5 км,
- ближайшей ж/д станции (Буздяк): 142 км.

## Население
| 2002 | 2009 | 2010 |
| ---- | ---- | ---- |
| 214  | ↘198 | ↘185 |

Национальный состав
Согласно переписи 2002 года, преобладающая национальность — башкиры (87 %).